# Война за Тунис
Войната за Тунис или Битката за Тунис е въоръжен конфликт за овладяване на територията на Тунис през 16 век между Испанската империя и Португалската империя, от една страна, и османските пирати и Османската империя, от друга страна.

## Предистория
През 909 година територията на Тунис е завоювана от Фатимидите. През 1148 година норманският крал на Сицилианското кралство Рожер II овладява крайбрежието на Тунис, но през 1160 година територията е завладяна от мароканската династия Алмохади, а от 1260 е под властта на Меримидите.
През 1270 Луи IX предприема кръстоносен поход срещу Тунис, но умира по време на обсадата на града.
През 1534 година известният пират на османска служба Хайредин Барбароса се укрепва на територията на Тунис, която ползва като база за пиратските си набези при съдействието на Франция срещу италианското крайбрежие.
В отговор на тези действия на Хайредин Барбароса Карл V предприема офанзива чрез кръстоносен поход за завземане на Тунис и освобождаване на крайбрежието на Северна Африка от неверниците. Карл V събира 30 хил. армия и с поддръжката на генуезкия флот и нает от рицарите на Малтийския орден огромен тогава кораб „Света Анна“ дебаркира на тунизийското крайбрежие.

## Битки
Основното събитие в тунизийската военна кампания на Карл V е дългата и кървава обсада на крепостта Голета, завладяването на която е последвано от почти пълното унищожаване на мюсюлманското ѝ население. Местният хафсидски владетел е принуден да се признае за сюзерен на императора и да приеме испански гарнизон в пристанището на Голета. Това статукво продължава до 1569 г., когато алжирският бей Улудж Али отвоюва Тунис от испанците.
След битката при Лепанто (1571) 4 години по-късно Дон Хуан Австрийски отново притиска „сарацините“ от Голета. Неговият план е да превърне тази част от Магреб в първото християнско кралство в Северна Африка, на което да е държавен глава, след което да подхване реконкиста по португалски образец. Тези му планове срещат неодобрението на брат му испанския император Филип II, поради което са изоставени.
През 1574 година Османската империя слага край на реконкистата в Северна Африка. Султанът изпраща силен флот до Тунис, начело на който са Улудж Али и Синан паша. Те прогонват приелата испански сюзеренитет Хафсидска династия. Хуан Австрийски изпраща на помощ на Хафсидите испанския гарнизон от Сицилия, но той закъснява заради буря. Под испански флаг в битката за Тунис участва Мигел де Сервантес, според който пленените християни в Голета завършват живота си като роби на турските галери.

## Резултат
Плановете за завладяването на Северна Африка от испанската корона се превръщат в скъпоструваща авантюра. Само експедицията на Карл V е на стойност най-малко 1 милион дуката.
По-нататъшните усилия на християнските монарси да запазят Голета са скъпоструващи и нерентабилни, което ги принуждава да влязат в дълг към Фугерите и други банкерски къщи.
Година след напускането на Голета испанската корона обявява банкрут на 1 септември 1575 година, в резултат на който е принудена да направи отстъпки на нидерландските бунтовници (виж Осемдесетгодишна война).